# Bentleydiepte

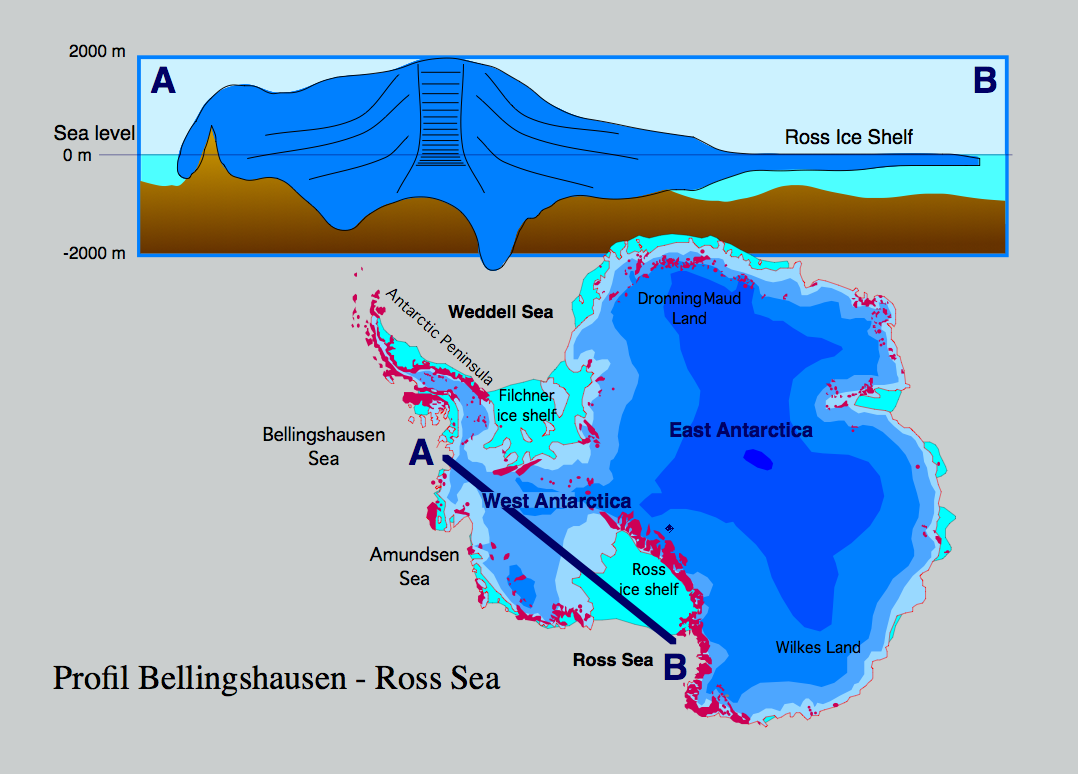
Doorsnede van West-Antarctica, waarbij het diepste punt de Bentleydiepte is

De Bentleydiepte of Bentley subglaciale trog is een zeer diepe oceanische trog in Antarctica. Met 2538 meter onder zeeniveau is het het laagste punt op het aardoppervlak dat niet bedekt is door een oceaan, alhoewel het wel door ijs is bedekt. De meeste mensen zien het echter niet als het laagste punt op het land, omdat het ijs de trog eigenlijk juist ondergronds maakt. Tevens is het zo, dat wanneer het ijs zal smelten de trog onder water zal komen. De oppervlakte van de trog is te vergelijken met die van Mexico.
De trog is gelegen in West-Antarctica en is vernoemd naar Charles Bentley, een geofysicus die vele wetenschappelijke expedities in Antarctica heeft geleid.